# Shin Megami Tensei: Persona
Shin Megami Tensei: Persona, i Japan känt som Persona (ペルソナ Perusona?), är en datorrollspelsserie som utvecklas och ges ut av Atlus. Serien handlar om personer med förmågan att frambesvärja sina Personas - aspekter av sina psyken - i fysisk form. Persona är en del av Megami Ibunroku-serien, som är en spinoff från Megami Tensei-serien.
De tredje och fjärde delarna i spelserien har fått varsin manga- och animeadaption. Mellan 2011 och 2012 sändes Persona 4: The Animation i Japan och gavs sedan ut i tre Blu-ray/DVD-boxar 2012-2013 i Europa. Det tredje spelet får en filmatisering i flera delar, under namnet Persona 3 The Movie, där den första delen hade premiär den 23 november 2013.

## Spel

### Huvudserien
Revelations: Persona
Släpptes till Playstation 1996. Spelet portades till Microsoft Windows 1996, och en remake vid namn Shin Megami Tensei: Persona släpptes till Playstation Portable 2009.
Persona 2: Innocent Sin och Eternal Punishment
Släpptes till Playstation 1999 respektive 2000. Remakes av de bägge spelen släpptes till Playstation Portable 2011 respektive 2012.
Persona 3
Släpptes till Playstation 2 2006. Spelet återsläpptes 2007 med nytt material under namnet Persona 3 FES, och portades med annat nytt material under namnet Persona 3 Portable till Playstation Portable 2009. En remake med namnet Persona 3 Reload släpptes 2024.
Persona 4
Släpptes ursprungligen till Playstation 2 2008. En port med nytt material, vid namn Persona 4 Golden, släpptes till Playstation Vita 2012.
Persona 5
Senaste spelet i serien som släpptes 2016 till Playstation 3 och Playstation 4. En expanderad version med nytt material, vid namn Persona 5 Royal, släpptes 2019 till Playstation 4, och senare till Playstation 5, Nintendo Switch, Xbox One och Xbox Series X/S.

### Spinoffs
Persona 4 Arena
Ett fightingspel som utvecklades av Arc System Works och Atlus, och släpptes till arkadmaskiner, Playstation 3 och Xbox 360 2012.
Persona 4 Arena Ultimax
En uppföljare till Persona 4 Arena som liksom originalet utvecklas av Arc System Works och Atlus. Viss justering av gameplayen har gjorts jämfört med det första Persona 4 Arena, och det går nu även att spela som Persona 3-figurerna Yukari Takeba, Junpei Iori, Ken Amada och Koromaru, Persona 4-figurerna Rise Kujikawa, Tohru Adachi, Marie och Margaret, samt den nye figuren Sho Minazuki. Spelet släpptes den 28 november 2013 till arkadmaskiner, och den 28 augusti 2014 till Playstation 3 och Xbox 360.
Persona Q: Shadow of the Labyrinth
Ett datorrollspel i första person som släpptes den 5 juni 2014 till Nintendo 3DS. Det utspelar sig på Yasogami High School, och det går att spela som figurer från både Persona 3 och 4.

Persona Q2: New Cinema Labyrinth
Ett datorrollspel i första person som släpptes den 29 november 2018 till Nintendo 3DS.
Persona 4: Dancing All Night
Ett rytmspel med danstema som utvecklas av Atlus i samarbete med Dingo, och planeras släppas den 25 juni 2015[uppföljning saknas] till Playstation Vita. Det utspelar sig efter Persona 4.

Persona 5 Strikers

Persona 5 Tactica

## Mottagande och försäljning
| Spel                                   | GameRankings                     | Metacritic                     |
| Revelations: Persona                   | 79,81 %                          | 78/100                         |
| Persona 2: Innocent Sin                | 94,00 % (PS) 76,29 % (PSP)       | 75/100 (PSP)                   |
| Persona 2: Eternal Punishment          | 83,83 % (PS) - (PSP)             | 83/100 (PS)                    |
| Shin Megami Tensei: Persona 3          | 87,36 %                          | 86/100                         |
| Shin Megami Tensei: Persona 3 FES      | 87,80 %                          | 89/100                         |
| Shin Megami Tensei: Persona 4          | 92,28 %                          | 90/100                         |
| Shin Megami Tensei: Persona            | 78,39 %                          | 78/100                         |
| Shin Megami Tensei: Persona 3 Portable | 90,77 %                          | 89/100                         |
| Persona 4 Golden                       | 94,16 %                          | 93/100                         |
| Persona 4 Arena                        | 85,70 % (PS3) 84,31 % (XBOX 360) | 86/100 (PS3) 83/100 (XBOX 360) |
| Persona 4 Arena Ultimax                | 84,97 % (PS3) 85,11 % (XBOX 360) | 85/100 (PS3) 85/100 (XBOX 360) |
| Persona Q: Shadow of the Labyrinth     | 87,23 %                          | 87/100                         |
| Persona 5                              | 94,57 % (PS4)                    | 94/100 (PS4)                   |

I oktober 2011 hade 1,65 miljoner exemplar av Persona-spel sålts i Japan. I mars 2015 hade mer än 6 miljoner exemplar av spel i serien sålts över hela världen, varav mer än 3,14 miljoner exemplar såldes i Japan.
Det bäst säljande spelet i serien till och med mars 2015 i Japan är det första spelet, Revelations: Persona, som såldes i totalt 391 556 exemplar, varav 201 147 såldes under spelets debutvecka. Efter detta dalade siffrorna, med Persona 2: Innocent Sins totalt 274 798 sålda exemplar (varav 170 577 under debutveckan) och Persona 2: Eternal Punishments 200 103 (varav 119 484 under debutveckan).
Det vände med Persona 3, som såldes i totalt 210 319 exemplar, varav 127 472 såldes under dess debutvecka. Persona 4 såldes i fler exemplar under sin debutvecka - 211 967 - än vad Persona 3 såldes totalt; totalt har 294 214 exemplar av Persona 4 sålts.
Bland nyversionerna av spelen är Persona 3 Portable den bäst säljande i japan, med 305 877 sålda exemplar till och med mars 2015, tätt följt av Persona 4 Golden med 296 145 sålda exemplar. Persona 3 FES såldes i 173 244 exemplar, och Playstation Portable-versionerna av Revelations: Persona, Persona 2: Innocent Sin och Persona 2: Eternal Punishment i 156 205, 112 412, respektive 48 390 exemplar.
Bland spinoff-spelen är Persona Q: Shadow of the Labyrinth det bäst säljande i Japan till och med mars 2015, med 267 172 sålda exemplar. Persona 4 Arena såldes i 204 617 exemplar, och dess uppföljare Persona 4 Arena Ultimax i 120 109 exemplar; med internationell försäljning inräknad såldes Ultimax i 280 000 exemplar. Spin-off-spelen står för omkring 19 % av alla sålda exemplar i hela serien i Japan.